# Joseph Dart
Joseph Dart (30 de abril de 1799-28 de septiembre de 1879) fue un empresario y emprendedor estadounidense asociado con la industria del grano. Después de la construcción del Canal Erie, se le atribuye la concepción del elevador de granos accionado por máquina que se usa en todo el mundo, y financió la construcción del primero en el mundo en 1842, conocido como elevador de Dart. Su invento fue seguido más tarde por otros elevadores de granos que ayudaron a hacer Búfalo una importante ciudad portuaria, convirtiéndose en el puerto de envío de granos más grande del mundo en quince años.
Dart también tenía un negocio comercial en Búfalo de venta de sombreros, cuero y pieles. Comerció con nativos de Canadá y aprendió varios idiomas iroqueses para poder comunicarse con ellos. El pánico de 1837 y la recesión resultante llevaron al colapso de la tienda de Dart. Poco después dirigió su atención hacia la elevación de grano más lucrativa.
Dart se casó en 1830 y tuvo siete hijos, aunque varios murieron antes de llegar a la edad adulta. Vivió en áreas prestigiosas de Búfalo en casas elegantes durante la segunda mitad de su vida de ochenta años.

## Primeros años
Dart nació el 30 de abril de 1799 en el distrito histórico de Middle Haddam en la ciudad de East Hampton, en el estado de Connecticut (Estados Unidos). Fue el tercer hijo de Joseph y Sarah Dart. Dart recibió una buena educación y se mudó a Woodbury cuando tenía 17 años, comenzando su educación comercial como aprendiz en una fábrica de sombreros. Se mudó en 1819 y trabajó en el negocio de los sombreros durante dos años en Utica.

## Carrera profesional
Dart se mudó a Búfalo en 1821, entonces un pueblo de unos 1800 habitantes, y entró en el negocio de sombreros, cuero y pieles con Joseph Stocking. El nombre de su empresa era Stocking & Dart y la tienda estaba en la esquina de Main y Swan en el centro de Búfalo. Su tienda estaba ubicada estratégicamente y, por lo general, era el primer lugar que visitaba un nativo americano cuando llegaba a Búfalo desde Canadá. Dart aprendió a hablar iroqués para poder comerciar con los nativos locales. Aprendió varios dialectos de los miembros de las Seis Naciones Canadienses del Gran Río (Confederación Iroquesa), que consiste en las tribus mohawk, cayuga, onondaga, oneida, seneca y tuscarora. El jefe Red Jacket, orador seneca del clan Wolf, visitaba su tienda con frecuencia. Dart se hizo conocido como un hombre de negocios confiable y una nota biográfica popular sobre él es que los nativos americanos que visitaban Búfalo a menudo le entregaban sus objetos de valor para que los cuidara.
Dart permaneció en el negocio del comercio de sombreros y pieles hasta que el pánico de 1837 golpeó a Estados Unidos, provocando una profunda recesión que resultó en la quiebra de los bancos y el desempleo llegó al 25 %. El negocio de Dart sufrió como parte de esta recesión financiera y, en última instancia, su tienda quebró.

### Elevadores de granos
El Canal Erie se abrió poco después de que Dart llegara a Búfalo, lo que ayudó a desarrollar el comercio de granos de tratos locales a una industria multiestatal. Dado que esto era más lucrativo que el anterior negocio de mercancías de Dart, le atraía como hombre de negocios. En 1841, concibió por primera vez la idea de aplicar el transporte mecanizado para transferir granos desde los barcos de carga y luego financió la construcción del primer elevador de granos a vapor del mundo en 1842. Su elevador de granos fue diseñado por el ingeniero mecánico escocés de treinta años Robert Dunbar, conocido como elevador de Dart. El elevador de granos experimental de Dart se construyó en la orilla del río Búfalo, donde se encuentra con el Canal de Navegación de Evans. A diferencia de los elevadores de granos contemporáneos que usan concreto en su construcción, el primer elevador de Dart fue de madera. Aplicó el conocido principio de elevador y transportador inventado por Oliver Evans cincuenta años antes. Enfrentó numerosos obstáculos y fallas durante la construcción, pero los superó para poner en funcionamiento su aparato mecánico.
Fue la primera persona en hacer la aplicación de elevar el grano de los barcos de transporte usando energía mecánica y desde entonces se ha convertido en el sistema para descargar cargueros en todo el mundo. Hasta ese momento, los granos estaban en barriles o costales que se movían a mano, un proceso que consumía mucho tiempo.

#### Beneficios
El concepto de Dart ahorró tiempo y dinero a los cargueros de grano. Un ejemplo dado por un informe es el de la goleta John B Skinner, cargada con 4000 bushels de trigo, que llegó al puerto de Búfalo temprano una tarde poco después de que el ascensor de Dart se pusiera en funcionamiento. Su carga de trigo se vació usando el elevador y luego recibió una carga completa de sal. El barco partió esa misma tarde, hizo un viaje a Milán, Ohio, y trajo una segunda carga de grano para descargarla usando el elevador de Dart. La empresa de Dart fue tan lucrativa que un mes después de que se puso en funcionamiento su elevador de granos, un importante comerciante del puerto le ofreció el doble de su cargo habitual por alojamiento al priorizar una situación de emergencia en la que un carguero debía descargarse de inmediato.

#### Legado

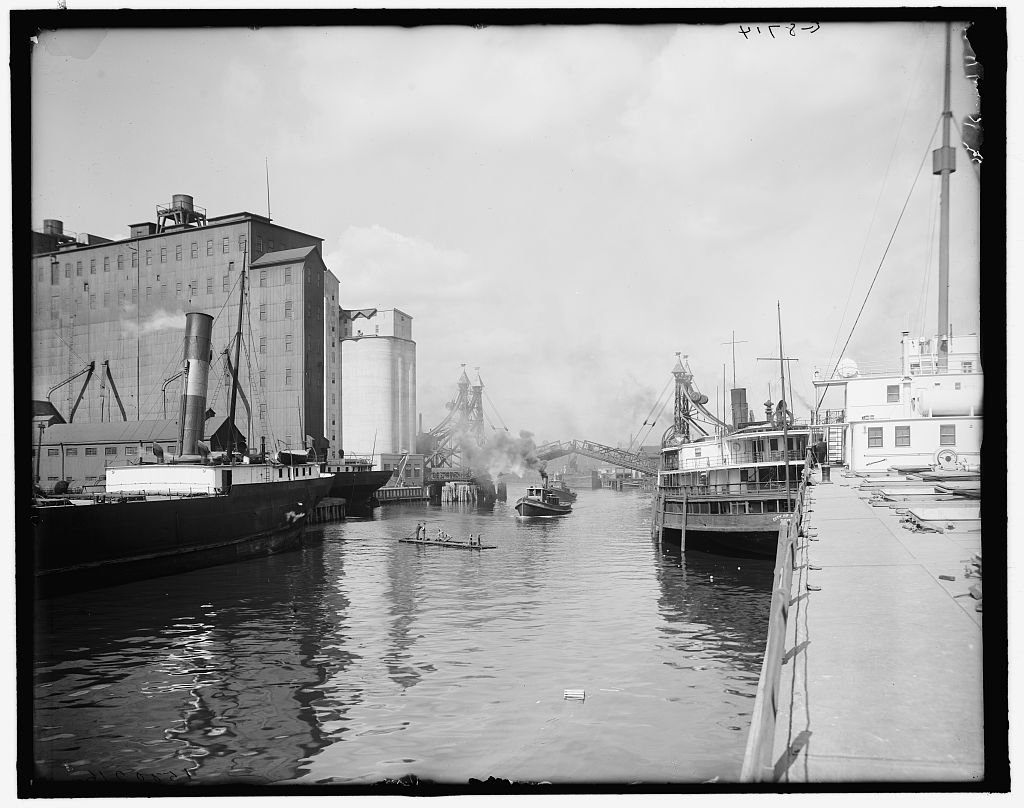
Elevadores de granos basados en el concepto de Dart en Búfalo entre 1900 y 1915

El elevador Bennett se construyó en este sitio de propiedad en 1864, ya que el elevador de granos de Dart se había incendiado el año anterior. La invención del elevador de granos tuvo un efecto profundo en Búfalo y el movimiento de granos en los Grandes Lagos. Se desarrolló como una solución mecánica motorizada eficiente que ahorraba tiempo para el trabajo manual ineficiente necesario para levantar el grano a mano, desde los cargueros a granel hasta los contenedores de almacenamiento donde permanecía el grano hasta que se enviaba de nuevo a los barcos del canal o vagones de ferrocarril. Búfalo se había convertido en el puerto de envío de granos más grande del mundo en menos de 15 años desde que Dart inventó su elevador de granos. La ciudad superó a Odesa en Rusia, Londres en Inglaterra y Róterdam en Holanda en volumen de grano transferido y procesado.
Para 1887, Búfalo tenía 43 elevadores de granos valorados en 8 millones de dólares (unos 207 millones de 2020) que podrían descargar 4 000 000 de bushels de grano al día. El invento fue considerado de vanguardia por el The Búfalo Commercial a fines del siglo XIX, segundo en importancia para el comercio solo después del barco de vapor y la locomotora.

### Empresas y sociedades
Dart era un comerciante de madera con su hermano en el área de Búfalo. Fue un desarrollador pionero de Búfalo Water Works, fundador del Seminario de Búfalo y miembro de la Sociedad Histórica de Búfalo. Era comerciante y director de un banco en Conneaut, del cual su hermano, un juez, era el presidente.

## Vida personal
Dart se casó con Dotha Dennison (n. 31 de julio de 1809) de Norfolk en 1830. Tuvieron siete hijos, sin embargo, varios murieron antes de llegar a la edad adulta. Tuvieron residencias sucesivas en las calles Swan, South Division y Erie cuando cada una era un área de gran prestigio. Dart compró una casa más grande de lo normal en la esquina noreste de las calles Niagara y Georgia en 1858 para criar a su numerosa familia.

## Muerte y legado
Dart murió a la edad de ochenta años el 28 de septiembre de 1879. Sus restos están enterrados en el cementerio Forest Lawn de Búfalo.
El elevador de granos es el legado de Dart que se adentra en el siglo XXI. Sus innovaciones, según el historiador Jerry M. Malloy, revolucionaron la industria del manejo de granos en todo el mundo.